# A Fúria do Corpo
A fúria do corpo é considerado o romance social mais célebre do romancista João Gilberto Noll, publicado originalmente em 1981, pela editora Record. A obra marca a estréia do autor na literatura brasileira e inaugurada a década de 1980, rasgando o “bom” comportamento de uma sociedade cada vez mais domesticada, na política e na estética. 
Dona de um estilo barroco, o romance é tecido através de uma linguagem excessiva e transbordante, com frases eróticas, das quais não são inseridas no meio social e familiar costumeiramente. Assim,  A fúria do corpo é um romance movido pelo desejo da libertação, pois os corpos dos personagens encontram-se no meio da rua da cidade do Rio de Janeiro, e lá entrelaçam-se e se consomem como se fosse o último dia de suas vidas.

## Sinopse
Situado na época da Ditadura Militar, o romance A fúria do corpo, narra a história de um casal de mendigos, ele, personagem protagonista, sem nome, passado ou profissão; ela, Afrodite, nomeada por ele. Ambos vivem um amor diferente daquele que a sociedade convencionalizou como moralmente viável e válida, vivem um amor sem barreiras, dominado por um erotismo sem limite, transbordando inquietação, angústia, sofrimento e beleza, fazendo de tudo para manter seu caso de amor.  
No romance, são os corpos dos personagens que apresentam a identidade de cada um, pois, na narrativa o corpo é tomado como uma pequena cena que se performativa, isto é, que se constrói. Assim, à medida que se vai sendo enunciados esses corpos, sentidos vão sendo atribuídos sobre eles e suas identidades vão sendo construídas.  

## Foco narrativo
A obra é narrada em 1ª pessoa do singular por um narrador-personagem, isto é, que também participa da história.

## Tempo
O romance, apresenta um tempo indeterminado. Contudo, pode-se estimular uma data aproximada aos acontecimentos da Ditadura Militar, que remete a meados dos anos de 1964 -1980.

## Personagens principais
- Narrador, que é um sujeito que prefere não dizer seu nome.
- Afrodite, uma prostituta de uma beleza ímpar.

## Enredo
A narrativa, A fúria do corpo se passa na cidade do Rio de Janeiro, onde o narrador e sua amada Afrodite são dois mendigos que perambulam por Copacabana, sob a ameaça das forças armadas e uma intensa onda de calor que assola o Rio de Janeiro. Em uma certa noite, enquanto seu amado dorme, Afrodite acaba indo embora, deixando uma carta para ele, dizendo que um dia voltaria; ele ao vê que ela o abanadora ficara por dias sem comer, apenas fumava. A fraqueza tomara conta do seu corpo e um dia quando foi se levantar do banco de praça acordara em uma assistência médico-hospitalar; lá conhece um garoto “traficante”, que trabalha cuidando de um grupo de leprosos e por ele se apaixona e faz de tudo para tê-lo em seus braços, e consegue! Durante alguns dias, os dois entrelaçam seus corpos no mais belo e alucinante ato de amor. Contudo, o garoto é assassinado pela polícia, deixando-o sozinho mais uma vez. Desesperado, sem saber o que fazer sai pelas ruas de Copacabana tentando esquecer o garoto e quando se vê está na frente do “inferninho” de Afrodite, pede para entrar, diz que é o ex-marido de Afrodite. Já dentro ele se perde na escuridão esfumaçada e na naquele feche de luz que seus olhos acompanhavam enxerga Afrodite fazendo sexo explícito com outro homem. Neste momento, ele sente vontade de ir ao banheiro e nesse instante ia passando Afrodite, os dois se olham e vão caminhando a abraçados até seu camarim, lá conversam e decidem viver juntos novamente...